# Zenit

La sfera celeste: zenit e nadir in evidenza. In beige, il piano dell'orizzonte astronomico; in azzurro l'emisfero celeste visibile, in blu quello invisibile; C è il centro della Terra e della sfera celeste, mentre O è l'osservatore terrestre.

Lo zenit nell'astronomia osservativa indica il punto di intersezione tra la retta perpendicolare al piano dell'orizzonte, passante per l'osservatore, con la superficie dell'emisfero celeste visibile, punto immaginario, anche definito sfera celeste, intercettato dalla retta verticale all'osservatore, la verticale è a 90° dall'orizzonte del luogo, ovvero, il piano dell'osservatore (semplicemente dove l'osservatore poggia i piedi); altrimenti situato sopra la testa dell'osservatore come il sole nei paesi in prossimità o in corrispondenza dell'equatore. Il punto diametralmente opposto allo zenit (o il suo antipodo) è il nadir (individuabile in modo analogo). I punti sulla sfera celeste dello zenit e del nadir al Polo Nord individuano i poli celesti nord e sud di detta sfera.

## Etimologia
Il termine deriva dalla locuzione araba سمت الرأس (samt al-ra's, "direzione della testa"), ove samt è un calco sul greco semeion. Traslitterato in latino con zamt al-ra's e quindi con zan 'athe, il termine sarà impiegato nel XII secolo da Platone Tiburtino sotto la forma zenith capitis o z. capitum.
Un esempio pratico del suo uso è quando il sole si trova allo zenit rispetto a un punto della superficie terrestre, fenomeno che si verifica (sempre alle 12:00 ora locale) ad esempio all'equatore, durante gli equinozi, oppure ai tropici, durante i rispettivi solstizi.